# Doris Müller (Politikerin)

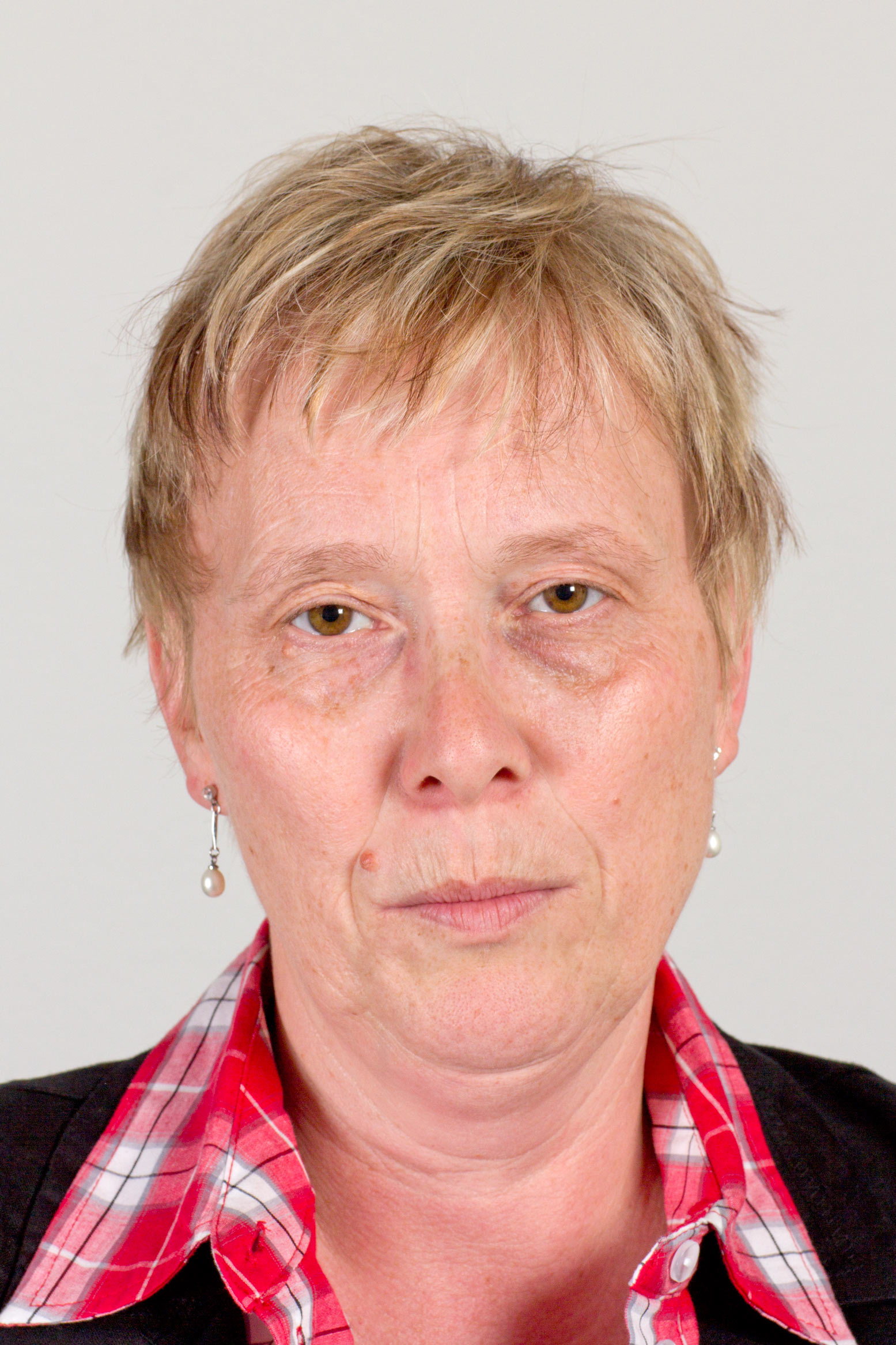
Doris Müller

Doris Müller (* 28. Januar 1964 in Hamburg-Neugraben) ist eine deutsche Politikerin (SPD). Sie war von März 2011 bis 2020 Mitglied der Hamburgischen Bürgerschaft.
Müller arbeitet als Krankenschwester und Rettungsassistentin. Zudem ist sie Fachinformatikerin für Anwendungsentwicklung. Müller trat 1986 der SPD bei. Seit 1998 sitzt sie im Distrikt Harburg-Mitte im geschäftsführenden Vorstand. Bei der Bürgerschaftswahl in Hamburg 2011 trat Müller für die SPD an. Aufgrund des guten Abschneidens der SPD gelang ihr über Landeslistenplatz 36 der Einzug in das Parlament. Am 7. März 2011 wurde sie somit Mitglied der 20. Hamburgischen Bürgerschaft. Darin war sie für die SPD Mitglied des Gesundheitsausschusses, des Umweltausschusses und des Ausschusses für Soziales, Arbeit und Integration.
Bei der Bürgerschaftswahl 2015 erhielt Müller über Personenstimmen auf der Landesliste der SPD ein Mandat und war somit ab März 2015 Mitglied der 21. Hamburgischen Bürgerschaft.
Der 2020 gewählten Bürgerschaft gehört sie nicht mehr an.
Müller ist verheiratet und hat zwei Kinder.